# Baryscapus megachilidis
Baryscapus megachilidis är en stekelart som först beskrevs av Burks 1963.  Baryscapus megachilidis ingår i släktet Baryscapus och familjen finglanssteklar. Inga underarter finns listade.